# Sexy Sadie
Sexy Sadie és un grup de pop-rock mallorquí que canta en anglès. Van editar sis discs oficials, a part s'hi inclouen un de versions, un de rareses, un de remescles i un recopilatori.
El grup es formà el 1992, i és dels pocs grups de la fornada independent sorgida a l'Estat Espanyol a principi dels anys 1990, juntament amb Los Planetas o Manta Ray entre d'altres, que encara romanen en actiu. Després de quasi tres anys sense treure, el 3 d'abril de 2006 publicaren el seu darrer disc titulat Translate. El 19 de setembre de 2006, el grup anuncià la seva dissolució. A principi de 2011 la banda mallorquina va anunciar el retorn a l'escena musical amb un disc recopilatori editat per la seva casa discogràfica de sempre, Subterfuge Records. Aquest llançament aniria acompanyat d'una sèrie d'actuacions en directe per diferents festivals d'estiu dins l'Estat espanyol. Van tornar a l'escena puntualment el 2014 per celebrar els 25è aniversari de la seva discografia i el 2019 al Cranc Festival de Menorca.

## Discografia
- 1994 Draining Your Brain
- 1996 Onion Soup
- 1997 Onion Soup triturated by Big Toxic
- 1998 It's Beautiful, It's Love
- 2000 Butterflies
- 2000 Odd Tracks Out!
- 2002 Dream Covers
- 2003 Lost & Found
- 2004 What Have You Done? - 10 Years of Singles [CD+DVD]
- 2006 Translate